# Vic Gatrell
Vic Gatrell (ou VAC Gatrell) est un historien britannique. Il est membre du Gonville and Caius College de Cambridge.

## Biographie
Né d'immigrés londoniens de la classe ouvrière en Afrique du Sud, Gatrell fréquente des écoles publiques à Pietermaritzburg et Port Elizabeth, puis à l'Université de Rhodes, où il obtient son diplôme avec mention très bien et remporte une bourse Elsie Ballot pour Cambridge. Au St John's College, il obtient les honneurs de première classe en histoire et passe son doctorat avec une thèse sur « La classe moyenne commerciale à Manchester 1820-1857 », avant de devenir chercheur puis professeur au Gonville and Caius College.
À la faculté d'histoire de Cambridge, Gatrell est nommé maître de conférences en histoire économique et sociale britannique en 1971, puis en histoire britannique. Il co-édite The Historical Journal, de 1976 à 1986. Il fait partie des chercheurs pionniers sur l’histoire du crime et du châtiment, puis sur l’histoire des émotions. Il devient professeur d'histoire britannique à l'Université de l'Essex de 2003 à 2009. Il retourne à Cambridge en 2009 en tant que professeur à vie de Caius.

## Travaux
Son livre The Hanging Tree: Execution and the English People 1770-1868 (Oxford, 1994) remporte le prix Whitfield de la Royal Historical Society et est nommé comme l'un des canons historiques dans le Times Higher Education Supplement, 2010. Il s’agit d’une étude sur l’évolution des attitudes et des émotions à l’égard de la peine capitale.
Son ouvrage City of Laughter: Sex and Satire in Eighteenth-century London (Atlantic, 2006) est une étude de la caricature et des mœurs satiriques de 1780 à 1830. Il est co-lauréat du premier prix d'histoire britannique, le prix Wolfson pour l'histoire. Il remporte également le prix PEN Hessell-Tiltman, est sélectionné pour le prix Banister Fletcher du Authors' Club pour l'histoire de l'art et pour le prix Samuel Johnson pour la non-fiction.
Son ouvrage The First Bohemians: Life and Art in London's Golden Age (Allen Lane et Penguin, 2013) est une histoire du Covent Garden « proto-bohème » et du monde de l'art « inférieur » du Londres du XVIIIe siècle. Il plaide en faveur de l'importance des arts qui célébraient la « vraie vie » à cette époque.
Conspiracy on Cato Street: Liberty and Revolution in Regency London est publiée par Cambridge University Press en avril 2022 ,.